# Akkord
Ein Akkord ist in der Musik das gleichzeitige oder kurz aufeinanderfolgende Erklingen mehrerer unterschiedlicher Töne, die sich harmonisch deuten lassen.

## Herkunft des Wortes
Der Begriff Akkord leitet sich vom französischen accord (beide erst „Übereinkunft, Übereinstimmung der Gefühle“, dann auch „[musikalischer] Zusammenklang“) ab, das seinerseits auf das vulgärlateinische accordare ‚in Übereinstimmung bringen‘, „anpassen, harmonisieren“ (von lateinisch cor ‚Herz‘) zurückgeht. Daneben wirkte, wohl schon seit dem Spätlateinischen, das griechische χορδή chordḗ, deutsch ‚Saite‘, auf das Wort ein und bestärkte vielleicht die Anwendung auf den musikalischen Bereich. Ursprünglich stand der Begriff für den „Gleichklang“, also für die Erzeugung desselben Tones auf verschiedenen Saiten. So wurde er schon 1619 von Michael Praetorius verwendet. Erst 1732 tauchte der Begriff im Sinne von „Zusammenklang verschiedener Töne“ auf, der sich auch auf das Erklingen der Obertonreihe eines einzelnen Tones beziehen lässt.

## Musiktheoretische Erklärungsmodelle

### Ableitung aus den Obertönen

Die Obertonreihe

Die Töne eines Durakkordes zeichnen sich gegenüber anderen Tönen dadurch aus, dass sie die ersten ganzzahligen Unterteilungen der Schwingung des Grundtons darstellen.

Die Halbierung der Wellenlänge ergibt hierbei die erste Oktave, in Drittelung die zweite Quint und Fünftelung die dritte große Terz des Grundtons. Die nächsthöhere bzw. -niedrigere Oktave dieser Töne ergibt sich durch Verdopplung bzw. Halbierung der Frequenz.
Diese Obertöne, die auch bei praktisch allen Klangerzeugungen bereits natürlicherweise zusammen mit dem Grundton erklingen, werden dabei als harmonisch zum Grundton passend wahrgenommen. Die realen Obertöne hängen auch vom klangerzeugenden Instrument ab und sind nur näherungsweise hier als Beispiel angeführt.

#### Kritik der Oberton-Hypothese
Obwohl zahlreichen historischen wie gegenwärtigen, insbesondere außereuropäischen Musikkulturen Akkordbildungen fremd sind, haben viele Theoretiker die Übereinstimmung der ersten Teilschwingungen mit der Struktur des Dur-Akkordes zum Anlass genommen, Akkorde nicht als kulturelle, sondern als naturgegebene Phänomene zu betrachten, was im Verlauf des 20. Jahrhunderts jedoch zunehmend als physikalistische und ebenso eurozentristische wie ahistorische Perspektive kritisiert wurde.

## Akkordstrukturen
Normalerweise bezeichnet man erst mindestens drei unterschiedliche Töne als Akkord. Allerdings gibt es auch Zusammenklänge nur zweier Töne (Zweiklänge), die trotzdem akkordische Funktionen erfüllen. Es fehlt dann entweder die Quinte zum vollständigen Dreiklang oder die Terz. Da aber in der ersten Variante die Quinte im natürlichen Obertonspektrum bereits vorhanden ist, kann ein derartiger Zweiklang einen Dreiklang vollwertig vertreten. Die zweite Variante (ohne Terz) tritt häufig in der Rockmusik in Form eines Powerchord auf. Es wird dort zusammen mit der Tonart und der 5 bezeichnet (z. B. A5) und klingt harmonisch kraftvoll und gleichzeitig geschlechtslos, ist also wegen der fehlenden Terz weder Dur noch Moll zuzuordnen. Weiter gibt es die Quartenharmonik mit Strukturen, bei denen eine reine Quarte deutlich bevorzugt wird. Die relativ junge Quartenharmonik ist als bewusster Gegensatz zur traditionellen Terzenharmonik zu sehen.

### Terzschichtung
Von Dreiklang spricht man, wenn die drei erklingenden Töne sich – ggf. nach Oktavversetzungen – im Terzabstand über dem Grundton des Akkords „schichten“ lassen, beispielsweise c-e-g.
Für Akkorde der Terzenharmonik gilt:
- zwei übereinanderliegende unterschiedliche Terzen (erst groß, dann klein oder umgekehrt) ergeben einen Dur- bzw. Moll-Akkord;
- zwei gleiche Terzen (groß und groß oder klein und klein) ergeben einen übermäßigen bzw. verminderten Akkord;
- drei übereinanderliegende Terzen ergeben einen Septakkord (üblicherweise ist der vierte Ton unabhängig vom Tongeschlecht mit kleinem Terzabstand zur Quinte, wenn nicht ausdrücklich anders bezeichnet);
- vier übereinanderliegende Terzen ergeben einen Nonakkord;
- fünf übereinanderliegende Terzen ergeben einen Undezimakkord;
- sechs übereinanderliegende Terzen ergeben einen Tredezimakkord.

Nicht in Terzen geschichtete Akkorde oder so geschichtete, deren Grundton gar nicht erklingt, können gedanklich dem jeweiligen musikalischen Zusammenhang entsprechend zu terzgeschichteten Akkorden ergänzt oder aber anderweitig (z. B. durch Vorhalte) erklärt werden. So kann etwa der Dreiklang e-g-b in entsprechendem Zusammenhang als Dominantseptakkord c-e-g-b fungieren. So etwas ist aber im Zusammenhang des Stücks zu prüfen, da es oft mehrere Deutungsmöglichkeiten gibt.

## Akkordische Texturen und Akkord-Dispositionen
In der realen Musik bilden sich Akkorde aus dem Zusammenklang vieler Stimmen, die verschiedene Funktionen haben: Melodie, Bass, Begleit- bzw. Füllstimmen. Am deutlichsten wird die Behandlung der Akkorde in einzelnen Stimmen im vierstimmigen Satz. Es können aber auch in einer einzelnen Stimme Töne erklingen, die vom Hörer als gemeinsame Bestandteile einer harmonischen Struktur erlebt werden. Damit sind auch Akkordbrechungen (Arpeggien) und der langsame Aufbau von Zusammenklängen (z. B. Rachmaninoff, Melodie Op. 3 Nr. 3, vorletzter Takt) Akkorde im beschriebenen Sinne. Wie Akkorde in der Musik konkret verwendet werden, hängt vom Genre ab. Als gegensätzliche Pole kann man hierbei die Polyphonie (waagerechte Struktur, mehrere unabhängige Stimmen, etwa in einer Fuge) und die Homophonie (senkrecht-akkordische Struktur, etwa in einem Lied mit Gitarrenbegleitung) ansehen.

### Lage von Akkorden
Die Bezeichnung „Lage“ hat im Zusammenhang mit Akkorden zwei Bedeutungen:

C-Dur-Dreiklang in verschiedenen Lagen (die schwarzen Notenköpfe zeigen „Lücken“ an):
a: Oktavlage / weit, b: Terzlage / eng,
c: Quintlage / gemischt, d: Grenzlage

- die Diskantlage gibt an, welcher Ton im Sopran (Diskant) erscheint. Je nachdem ob bei einem Dreiklang der höchste klingende Ton Grundton, Terz oder Quinte ist, spricht man von Oktav-, Terz- oder Quintlage, bei Mehrklängen auch von Sext-, Sept-, Non-, Undezim- und Tredezimlage. Die Oktavlage wurde früher auch Grundlage genannt.
- die Abstandslage kennzeichnet den Abstand der drei Oberstimmen zueinander. Dabei unterscheidet man: weite Lage, enge Lage, gemischte Lage und als deren Spezialfall die Grenzlage.
  - weite Lage: der Abstand zwischen den drei Oberstimmen ist so groß, dass sowohl zwischen Sopran und Alt, als auch zwischen Alt und Tenor ein akkordeigender Ton dazwischengeschoben werden könnte. Die weite Lage wird vor allem beim vierstimmigen Chorsatz gerne verwendet.
  - enge Lage: die drei Oberstimmen liegen so dicht, dass kein akkordeigener Ton mehr dazwischenpasst. Der Abstand zwischen Sopran und Tenor beträgt dann weniger als eine Oktave, so dass beim Klaviersatz die drei Oberstimmen bequem mit der rechten Hand gegriffen werden können. Die enge Lage wird vor allem beim Generalbassspiel bevorzugt.
  - gemischte Lage: zwischen Sopran und Alt besteht enge, zwischen Alt und Tenor weite Lage oder umgekehrt. Ein Sonderfall der gemischten Lage ist die Grenzlage, bei welcher der Abstand zwischen Sopran und Tenor genau eine Oktave beträgt.

### Umkehrungen von Akkorden
Zur Bestimmung der Umkehrung eines Akkords ist der tiefste Ton (der Basston) entscheidend, unabhängig davon, ob der Akkord in enger oder weiter Lage erklingt.
Die Umkehrungen erhalten ihre Namen nach charakteristischen Intervallen, die vom tiefsten Ton aus gemessen werden. Die einzelnen Bezeichnungen (siehe unten) entstammen der Generalbass-Technik.

#### Dreiklänge

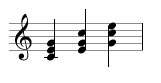
Dreiklangumkehrungen

Dreiklänge können in Grundstellung und in zwei Umkehrungen auftreten:
- Grundstellung, z. B. in C-Dur: c’ - e’ - g’; die Grundstellung ist an der Schichtung in Terzen zu erkennen;
- 1. Umkehrung, in diesem Beispiel e’ - g’ - c’’,  genannt Sextakkord, da es nichts Besonderes ist, dass unten eine Terz ist, aber wohl, dass es vom tiefsten zum höchsten Ton eine Sexte statt einer Quinte ist;
- 2. Umkehrung, in diesem Beispiel g’ - c’’ - e’’,  genannt Quartsextakkord, da sowohl Quarte statt Terz im unteren Teil des Akkords als auch Sexte statt Quinte als Rahmenintervall zu bemerken sind.

#### Vierklänge

Umkehrungen von Septakkorden

Septakkorde können in Grundstellung und in drei Umkehrungen auftreten:
- Grundstellung, z. B. G7: g – h – d’ - f’, wiederum an der Terzenschichtung zu erkennen, genannt Septakkord, weil die zusätzliche Septime ihn von einem Dreiklang unterscheidet (beachte: es wird die außerhalb der Tonleiter liegende kleine Septime verwendet, außer der Akkord ist ausdrücklich als Gmaj7 bezeichnet, die maj7 bezeichnet die Verwendung der großen Septime);
- 1. Umkehrung, in diesem Beispiel h – d’ - f’ - g’, genannt Quintsextakkord, da Quinte und Sexte über dem tiefsten Ton gleichzeitig auftreten;
- 2. Umkehrung, in diesem Beispiel d’ - f’ - g’ - h’, genannt Terzquartakkord, da Terz und Quarte über dem tiefsten Ton gleichzeitig auftreten;
- 3. Umkehrung, in diesem Beispiel f’ - g’ - h’ - d’’, genannt Sekundakkord, da die Sekunde über dem tiefsten Ton das Charakteristische an ihm ist.

Andere Vierklänge, die keine Septakkorde sind, lassen sich selbstverständlich ebenso umkehren, nur gelten bei ihnen nicht die obigen Bezeichnungen für die einzelnen Umkehrungen. Als Beispiel hierfür sei der Dreiklang mit hinzugefügter Sexte (Sixte ajoutée) genannt, der zwar in seiner Grundstellung ebenfalls Quintsextakkord genannt wird, aber einen anderen Aufbau und darum eine andere Funktion als die 1. Umkehrung eines Septakkords hat, so dass man diese Begriffsverwirrung vermeiden sollte.

#### Fünf- und Mehrklänge
Als Fünf- und Mehrklang bezeichnet man einen vierstimmigen Akkord, dem ein (Fünfklang) oder mehrere Töne im Terzabstand (None, Undezime, Tredezime) der Tonleiter hinzugefügt wurden. Diese Klänge sind meist sehr farbig durch Sekundreibungen und werden kompositorisch für besondere Stimmungen verwendet. Manchmal in der Klassik (hier wohl am geläufigsten als Dominantseptnonenakkord), weitaus häufiger aber im Jazz, da sich hier durch die den Drei- und Vierklängen hinzugefügten Töne (im englischen auch „Tension Notes“) Grundlage für die spannungsgeladene Jazzharmonik bildet.

## Benennungssysteme und Analyse von Akkorden
Für die Benennung von Akkorden sind mehrere, unabhängige Systeme gebräuchlich, die im Folgenden kurz angerissen werden:
- Der Basston des Akkordes und darüber liegende Intervalle (Generalbass)
- Die Stufe des Akkordes im Sinne der Stufentheorie
- Die Funktion des Akkordes im Sinne der Funktionstheorie
- Die Intervallstruktur des Akkordes, dargestellt durch Akkordsymbole

Die Benennungssysteme sind in der Reihenfolge aufgeführt, in der sie historisch entstanden sind. Jedes neue System hat einen Großteil der Errungenschaften der alten Systeme (speziell im Hinblick auf die Syntax der Modifikationen gegenüber dem Grunddreiklang) übernommen und weiter entwickelt. Die Grundstrukturen von Akkorden werden deshalb im ältesten Beschreibungssystem, dem Generalbass, genannt, in den darauf folgenden nicht mehr, obwohl sie dort ebenfalls verwendet werden.

### Basston und Intervalle
Diese Art der Beschreibung wird vor allem im Generalbass verwendet. Der Akkord heißt nach den Intervallen, die die enthaltenen Töne zum Basston als real erklingendem jeweils tiefsten Ton einnehmen.
GrunddreiklangDie Intervalle Terz und Quinte gelten als Normalfall und werden deshalb nicht genannt. Der durch das Fehlen weiterer Angaben gekennzeichnete Akkord ist also (z. B. in der Grundtonart C-Dur) ein Grunddreiklang über dem Ton c.
SextakkordDie Quinte kann durch die Sexte ersetzt werden, so dass ein Sextakkord (c – e – a) entsteht. Der Sextakkord gilt wie der Grunddreiklang als regulärer Klang.
QuartvorhaltIm Akkord kann die Quarte die Terz ersetzen (c – f – g). In der traditionellen klassischen Musik wird das so empfunden, als ob die Quarte die Terz von ihrem Platz verdrängt hätte. Deshalb muss dieser Klang aufgelöst werden, indem die Stimme, die die Quarte vorträgt, als nächsten Ton die Terz bringt [c e g].
QuartsextvorhaltDie Kombination von Quarte und Sexte in einem Akkord (c – f – a) wird als Erweiterung des vorherigen Falles verstanden. Beide Töne müssen aufgelöst werden: c – e – g. Diese Vorhaltsvarianten wurden erst nach dem Barock üblich. Es hat sich dennoch die Bezeichnung Quartsextvorhalt gehalten, die speziell für Kadenzen in Konzerten der Wiener Klassik eine große Rolle spielt.
vermindertDurch die Halbtonschritte in der Grundtonleiter ergeben sich bei bestimmten Grundtönen verminderte Akkorde, also Grunddreiklänge aus zwei kleinen Terzen übereinander, c – es – ges oder h – d – f. Das führt zu einer verminderten Quinte, die dem Klang seinen Namen gegeben hat. Der Name wird auch verwendet, wenn die verminderte Quinte als übermäßige Quarte notiert wird: c – es – fis.
QuintsextakkordDie Quinte wird genannt, weil sie zusätzlich zu der Sexte erklingt, durch die sie normalerweise ersetzt wird. Quintsextakkorde werden in der Funktionstheorie als subdominantisch oder als dominantisch beschrieben. Die subdominantische Variante (auch sixte ajoutée) fügt die Sexte zu einem Grunddreiklang hinzu (f – a – c → f – a – c – d), während die dominantische Variante auf einem verminderten Dreiklang beruht (h – d – g → h – d – f – g). Die begriffliche Unterscheidung stammt aus der funktionstheoretischen Analyse, und damit im historisch früheren Erscheinen des Akkords der sixte ajoutée in subdominantischer Funktion im Gegensatz zum Dominantseptakkord.
übermäßiger QuintsextakkordEr klingt wie der Dominantseptakkord und ermöglicht die Modulation in weitere Tonarten, bzw. hat einen Raumeffekt. Der übermäßige Quintsextakkord ist z. B. (f – a – c – dis) mit der übermäßigen Sexte f-dis. Er klingt hier wie der F-Dur-Septakkord und kann sich z. B. nach E-Dur/Moll, C-Dur/Moll, A-Dur/Moll auflösen, wobei eben die übermäßige Sexte zur Oktave e-e hinstrebt.
SeptakkordZum Grunddreiklang wird die Septime gesetzt, die je nach Position groß (c – e – g → c – e – g – h) oder klein (Dominantseptakkord) sein kann (g – h – d → g – h – d – f).

### Stufe
Die Benennung der Stufen ist eine Weiterentwicklung der Benennung über den Basiston, die im Gegensatz zu dieser die harmonische Einordnung des Akkordes in den tonalen Kontext beschreibt.
Es können alle oben genannten Akkordtypen in entsprechender Weise identifiziert werden, wobei der Bezugston nicht ein konkreter Basiston, sondern stattdessen die Position dieses Basistones in der Tonleiter der Grundtonart ist.
Beispiele in C-Dur:
- der Klang c – e – g ist ein Grunddreiklang über der ersten Stufe;
- der Klang g – h – d – f wird als Septakkord über der fünften Stufe bezeichnet.

Dieses System der klanglichen Beschreibung wird in der Stufentheorie verwendet.

### Tonvorrat
Akkorde bestehen aus dem Tonvorrat, der vom jeweiligen musikalischen Kontext zur Verfügung gestellt wird. Im Falle der traditionellen westlichen Musik sind das die zwölf Töne der chromatischen Tonleiter und ihre Wiederholungen in verschiedenen Lagen.
Da die traditionelle westliche Musik zum größten Teil auf einer Grundtonart basiert, ergibt sich ein Kerntonvorrat aus den 7 sogenannten leitereigenen Tönen.
- Im Falle von C-Dur sind das: c, d, e, f, g, a, h.

Um im musikalischen Ablauf zeitweilig zu anderen Tonarten zu wechseln, kann dieser Tonvorrat um die Töne erweitert werden, die abweichend von der Grundtonart in den anderen Tonarten vorkommen. Tatsächlich geschieht die Modulation (der Wechsel) durch die Einführung von leiterfremden Tönen. Die typischsten Erweiterungen, die zu Alterationen von leitereigenen Tönen zu leiterfremden Tönen führen, sind die kleine Septime und die übermäßige Quarte.
- Im Falle von C-Dur sind das: b statt h und fis statt f.

Das Alterieren vom h zum b wird als harmonischer Schwenk in Richtung der im Quintenzirkel nächsten Tonart empfunden, die diesen Ton zu ihren leitereigenen zählt.
- Im Falle von C-Dur ist das F-Dur.

Dieser Schwenk wird auch empfunden, wenn noch kein Klang auf der Basis F-Dur gebildet wird, sondern zum Beispiel lediglich ein Septakkord über c (c – e – g – b) erklingt. Modulationen zu weiter entfernten Tonarten erweitern entsprechend den Tonvorrat, aus dem Akkorde gebildet werden können.

### Tonart
Während der Generalbass und die Stufentheorie den Tonvorrat der Grundtonart zum Ausgangspunkt ihrer Benennung machen, lassen sich die Akkorde auch direkt als Repräsentanten einer Tonart auffassen. Dafür werden die enthaltenen Töne ausgewertet.
Beispiele:
Innerhalb eines Stückes in C-Dur ist
- der Klang f – a – c ein F-Dur-Grunddreiklang,
- der Klang c – e – a ein a-Moll-Dreiklang in der 1. Umkehrung
- und der Klang d – f – g – h ein G-Dur-Septakkord in der 2. Umkehrung.

Diese Bezeichnung ist anschaulicher als „IV. Stufe“ oder „I. Stufe Sextakkord“, verzichtet aber darauf, den benannten Klang in den harmonischen Kontext des Stückes einzugliedern.

### Funktion
Die Funktionstheorie beschreibt Akkorde anhand der Verwandtschaftszusammenhänge, die sich aus dem Quintenzirkel ergeben. Auch hier lassen sich die oben beschriebenen Akkordtypen verwenden und durch weitergehende Vier-, Fünf- und Mehrklänge erweitern.
Basis des Klanges ist die Tonart, die durch ihren funktionalen Zusammenhang zur Grundtonart benannt wird. Da der Basiston des Akkordes damit nicht beschrieben ist, wird zusätzlich eine Angabe zur Umkehrung oder zum Intervall gemacht, das der Basiston im Verhältnis zum Grundton der beschriebenen Funktion hat.
Die oben genannten Beispiele führen zu folgenden Bezeichnungen:
- f – a – c Subdominante in Grundstellung
- c – e – a Tonikaparallele in der ersten Umkehrung bzw. mit Terzbass
- d – f – g – h Dominantseptakkord in der zweiten Umkehrung bzw. mit Quintbass

### Akkordsymbol
Jazz-Noten werden üblicherweise als Leadsheets mit Gesangsstimme und Akkordsymbolen verbreitet.
Das Jazz-Akkordsymbol als Notation entspricht im weitesten Sinne einer Generalbassnotation, bei der der Grundton explizit als Notenname in Buchstabenform angegeben wird. Ein vom Grundton abweichender Basston wird durch einen Schrägstrich abgetrennt zusätzlich bestimmt (siehe: Slash-Akkord). Akkordmodifikationen werden durch Angaben zum Klanggeschlecht, Ziffern und andere Kurzbezeichnungen angeben.

### Vergleich der Benennungssysteme
Die jeweiligen Benennungssysteme spiegeln das Harmonieverständnis der Zeit wider, in der sie entstanden sind. Während die Generalbassnotation eine pragmatische Abkürzung im Schriftbild darstellt, baut die Stufentheorie einen ersten harmonischen Zusammenhang auf, der von der Funktionstheorie extrem erweitert wird. Die Jazz-Notation übernimmt die bis dahin entstandene Syntax, gibt aber den im Jazz nicht immer notwendigen Funktionszusammenhang vollständig auf.
Am Beispiel des verminderten Septakkordes über cis (cis – e – g – b) in einem C-Dur-Zusammenhang sei gezeigt, wie sich diese Unterschiede äußern:
- Generalbass: Basston cis, Angabe 7♭
- Stufentheorie: ♯I7♭
- Funktionstheorie: DDD7 9♭, wenn der Akkord zur Doppeldominante D-Dur aufgelöst wird, oder (D7 9♭)Sp, wenn er sich zur Subdominantparallele d-Moll auflöst. (Durchstreichung kennzeichnet den fehlenden Akkordgrundton, Einklammerung eine Zwischendominante.)
- Jazz: C♯ °7

Der verminderte Septakkord liegt außerhalb der üblichen Kadenz, ist aber auch für Bach nicht ungewöhnlich. Man kann erkennen, dass der Generalbass durch den Verzicht auf jede Erklärung den für ihn nicht alltäglichen Klang problemlos notiert, während die Stufentheorie ihr Basiskonstrukt (die Stufe) modifizieren muss und die Funktionstheorie weitere Informationen zur korrekten Bezeichnung benötigt. Die Notationsgewohnheiten im Jazz ähneln in ihrer Pragmatik dem Generalbass.